# 4901 Ó Briain
(4901) Ó Briain, denumire internațională (4901) O Briain, este un asteroid din centura principală de asteroizi.

## Descriere
4901 Ó Briain este un asteroid din centura principală de asteroizi. A fost descoperit pe 3 noiembrie 1988 la Yorii de Masaru Arai și Hiroshi Mori. Asteroidul prezintă o orbită caracterizată de o semiaxă mare de 2,27 ua, o excentricitate de 0,19 și o înclinație de 4,6° în raport cu ecliptica.